# Ukrainische Streitkräfte
Die ukrainischen Streitkräfte (offiziell als Streitkräfte der Ukraine benannt (ukrainisch Збройні си́ли України/Sbrojni syly Ukrajiny oder Zbroini syly Ukrainy, Abkürzung: ЗСУ), daher offiziell oft ZSU oder anglisiert als AFU (Armed Forces of Ukraine) bekannt) bestehen aus den Teilstreitkräften:
- Landstreitkräfte/Heer (ukrainisch Сухопутні війська),
- Luftstreitkräfte (ukrainisch Повітряні сили),
- Seestreitkräfte/Marine (ukrainisch Військово-морські сили) mit Marineinfanterie.

den selbstständigen (strategischen) Gattungen der Spezialtruppen(-kräfte)
- Luftlande-/Luftsturm-Truppen (ukrainisch Десантно-штурмові війська),
- Kräfte Spezialoperationen (ukrainisch Сили спеціальних операцій) und
- Kräfte unbemannter Systeme (ukrainisch Сили безпілотних систем)

und der
- Territorialverteidigung der Ukraine

Oberster Befehlshaber (ukrainisch Верховний головнокомандувач) über die Streitkräfte der Ukraine ist laut der Verfassung der Ukraine (Artikel 106.17/19) der Präsident der Ukraine, der auch die Verhängung des Kriegsrechts sowie Ausrufung der Generalmobilmachung im Spannungs- oder Kriegsfall veranlassen kann.
Auftrag und Funktion der Streitkräfte der Ukraine wurden in den staatlichen Dokumenten (‘Militärstrategie der Ukraine’) in den Jahren 2007, 2012, 2015, 2020 festgelegt. Seit 24. Februar 2021 ist die „Strategie der militärischen Sicherheit der Ukraine“ („Militärstrategie“ 2021) in Kraft. Unmittelbar davor war der Erlass №117/2021 zur „Strategie der Krim-Sewastopol-Wiedereingliederung“ durch den Präsidenten der Ukraine bestätigt worden.
Der Wehrdienst ist für Männer gesetzliche Pflicht, die mit dem 18. Lebensjahr einsetzt und insgesamt zwölf Monate dauert. Die Abschaffung der Wehrpflicht und der Übergang zu einer Berufsarmee sollte 2014 erfolgen. Auf Grund der „Verschlechterung der Sicherheitslage im Osten und Süden des Landes“ müssen seit Januar 2020 Männer im Alter von 18 bis 27 Jahren wieder ihren Wehrdienst leisten.
Seit dem Überfall Russlands auf die Ukraine 2022 sind die Streitkräfte mit der Zurückdrängung des Feindes hinter die ukrainisch-russische Grenze sowie der militärischen Rückeroberung der unter russische Kontrolle gefallenen Gebiete im Donbas und der Krim befasst. Trotz ihres Verteidigungsfalls verzichtete die Ukraine zunächst auf eine Generalmobilmachung und versuchte, wehrfähige Freiwillige heranzuziehen. Wehrfähige Männer durften nach Ausbruch des Krieges das Land nicht mehr verlassen; 2024 sollen die bestehenden Regeln zur Erfassung der Wehrfähigen zwischen 18 und 60 Jahren noch einmal verschärft werden.
Im Februar 2022 gründete der ukrainische Präsident Wolodymyr Selenskyj als Teil der Territorialverteidigung die ukrainische Fremdenlegion, in der seit August 2022 etwa 1.500 ausländische Freiwillige dienen. Für das Jahr 2024 wird die Truppenstärke der Ukraine auf ca. 900.000 Soldaten geschätzt.

## Geschichte

### Streitkräfte der Ukrainischen Volksrepublik
Mit der Gründung der Ukrainischen Volksrepublik begann der Aufbau eigener Streitkräfte. Dazu gehörten unter anderem die Sitscher Schützen.

### Herkunft der heutigen Streitkräfte der Ukraine – 1990/91
Am 16. Juli 1990 verabschiedete der Oberste Sowjet der Ukrainischen SSR die Erklärung über die staatliche Souveränität der Ukraine, die „die Vorherrschaft, Unabhängigkeit, Vollständigkeit und Unteilbarkeit der Macht der Republik auf ihrem Territorium“ und die Absicht verkündete, in Zukunft ein dauerhaft neutraler Staat zu werden, der nicht an Militärblöcken teilnehmen wird und sich verpflichtet, keine Atomwaffen einzusetzen, zu produzieren oder zu erwerben.
Am 24. August 1991, nachdem er die Unabhängigkeit der Ukraine proklamiert hatte, beschloss der Oberste Sowjet der Ukrainischen SSR, alle militärischen Formationen der Streitkräfte der UdSSR auf dem Territorium der Ukrainischen SSR unter seine Gerichtsbarkeit zu stellen und das Verteidigungsministerium der Ukraine zu schaffen. Zu dieser Zeit befanden sich auf dem Territorium der ehemaligen Ukrainischen SSR drei Militärbezirke mit mehr als 700.000 Personal.
Infolge der Unabhängigkeitserklärungen weiterer Sowjetrepubliken im Laufe des Jahres 1991 wurde am 21. Dezember 1991 die Union der Sozialistischen Sowjetrepubliken (UdSSR, russisch СССР) offiziell aufgelöst.
Die gesamte Struktur der sowjetischen Streitkräfte bis hin zur Zusammensetzung der einzelnen Truppen wurde zunächst nicht nach den neuen nationalen Kriterien getrennt. So unterstanden die Streitkräfte der ehemaligen UdSSR mit ihrem Militärpotenzial anfangs der Kontrolle durch die Militärbefehlshaber der Gemeinschaft Unabhängiger Staaten (GUS).

### Aufstellung der Streitkräfte der Ukraine – 1991 bis 1999

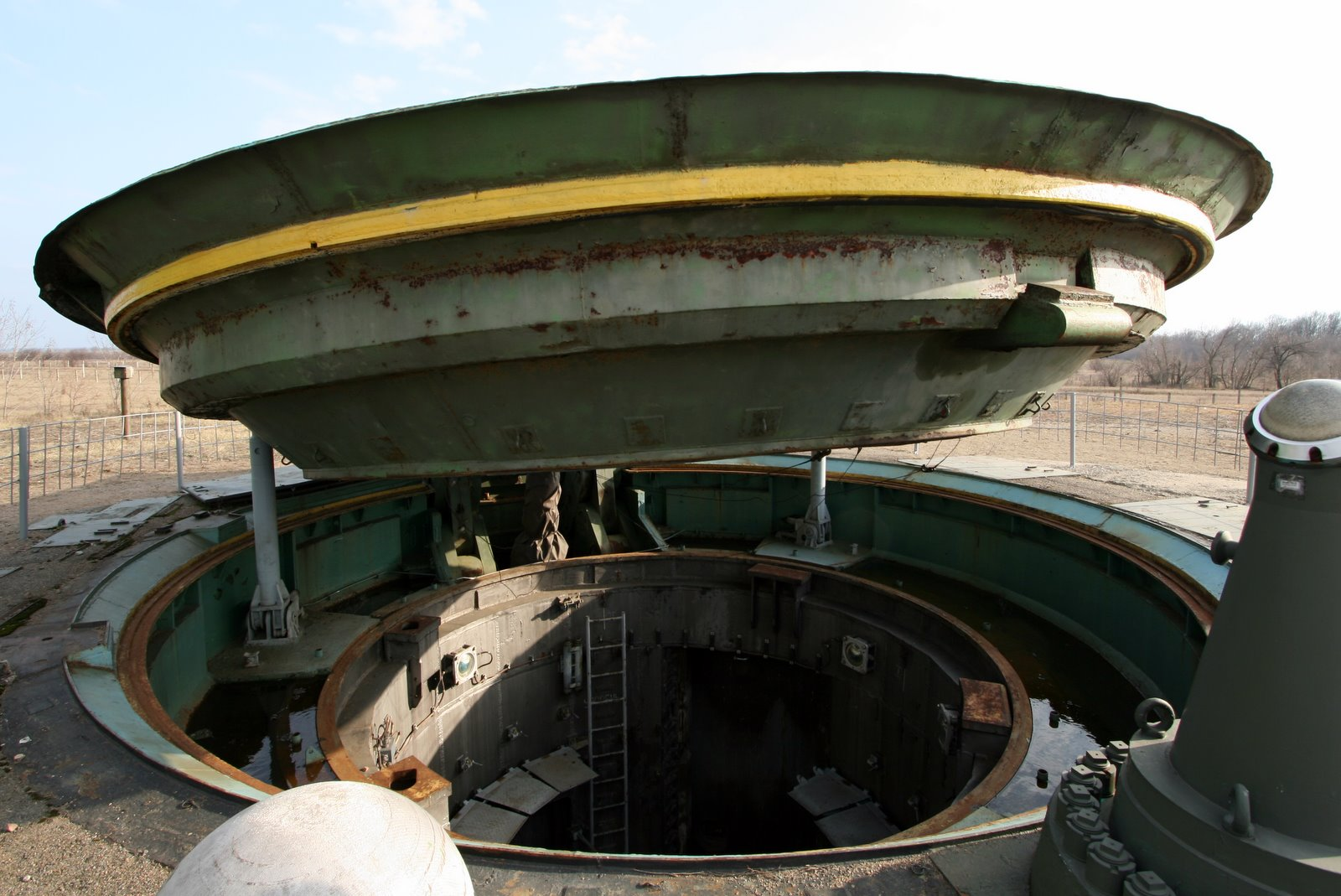
Raketensilo für Interkontinentalraketen des Typs RT-23 (NATO-Codename: SS-24) in der Ukraine. 1992 war die Ukraine durch die Hinterlassenschaft der Sowjetunion die drittgrößte Atommacht der Welt.

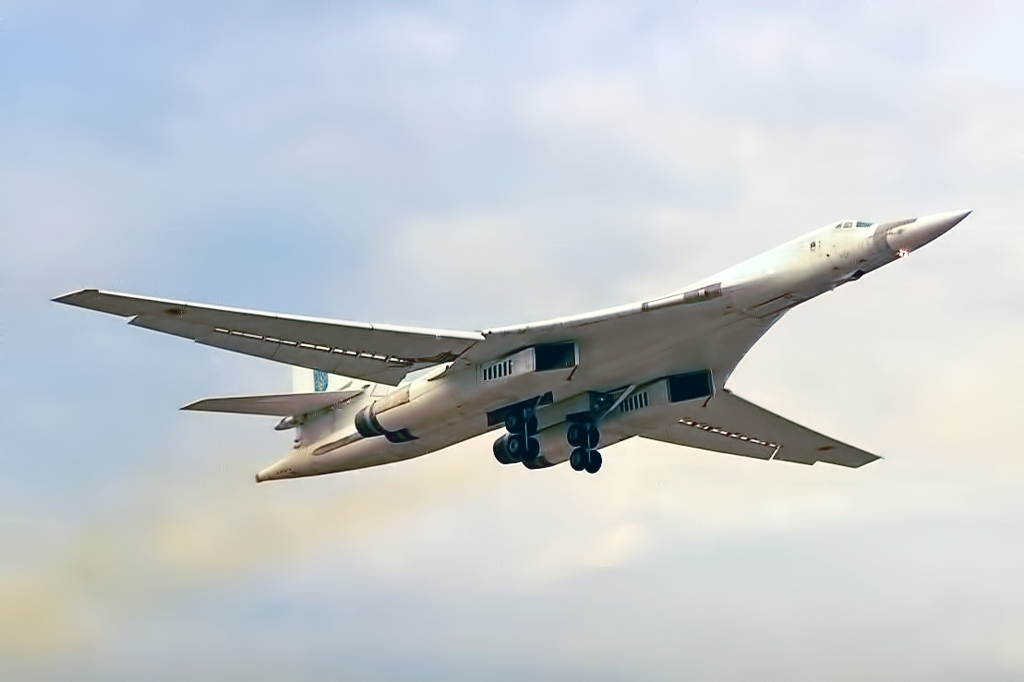
Ein schwerer strategischer Schwenkflügel-Überschall-Bomber des Typs Tupolew Tu-160 aus sowjetischer Produktion mit ukrainischen Hoheitsabzeichen (1997)

Am 22. Oktober 1991 beschloss der Oberste Sowjet der Ukraine ein Gesetz zur Bildung eigener ukrainischer Streitkräfte im Umfang von rund 420.000 Soldaten sowie einer Nationalgarde von 30.000 Soldaten.
Ende 1991 waren die sowjetischen Militärbezirke Kiew und Odessa mit 780.000 Soldaten in das Rechtsverhältnis der Ukraine übergegangen. Dazu gehörten:
- von den Landstreitkräften (vom Heer) die Truppen (Kräfte) Einheiten der 1. Gardearmee, 6. Gardepanzerarmee, 8. Panzerarmee, 13. Armee und des 32. Armeekorps;
- von den Luftstreitkräften vier  drei Luftarmeen (Luftflotten), eine Luftverteidigungsarmee der Sowjetarmee und
- von der Seekriegsflotte Teile der Schwarzmeerflotte.

An Ausrüstung waren 11.000 gepanzerte Fahrzeuge (Rad, Kette), 8.700 Panzer, 18.000 Reaktive- und Rohr-Artillerie, 2.500 taktische Raketen, 1.500 Flugzeuge, 1.272 Nuklearraketen und 350 Schiffe auf dem Gebiet der Ukraine stationiert.
Nach dem Unabhängigkeitsreferendum erfolgte erneut formal ein Beschluss des ukrainischen Parlaments im Jahre 1992 zur Aufstellung eigener Streitkräfte. Problematisch bei der Übernahme der früheren sowjetischen Verbände und Aufstellung von eigenen Verbänden war die Tatsache, dass es für sie keine einheitliche Befehlsstruktur bzw. keinen gemeinsamen Generalstab gab. Ferner gab es Konflikte mit Russland wegen des Kommandos über die Schwarzmeerflotte, das vorübergehend gemeinsam ausgeübt wurde. Schließlich wurde die Flotte aufgeteilt.
Am 2. Januar 1992 verfügte Präsident Leonid Krawtschuk die Unterstellung aller auf dem Territorium der Ukraine stationierten vormals sowjetischen Truppen einschließlich der Schwarzmeerflotte unter ukrainischem Oberbefehl. Ausgeschlossen wurden nur die strategischen Militäreinheiten.
Am 26. März 1992 wurde per Dekret des Präsidenten die Rückkehr aller ukrainischen Wehrpflichtigen aus Armenien, Aserbaidschan und aus der Republik Moldau bis zum 20. Mai 1992 angeordnet. Im Mai 1992 begann auch der Abtransport der in der Ukraine stationierten taktischen Atomwaffen nach Russland.
Am 3. Juli 1992 wurde auch der Nationale Sicherheits- und Verteidigungsrat der Ukraine (Abkürzung RNBO) gegründet; er ist ein staatliches Gremium der Ukraine. Der Rat wurde zunächst unter der Bezeichnung Nationaler Sicherheitsrat geschaffen. Seine Aufgaben sind im Artikel 107 der Verfassung der Ukraine geregelt. Entsprechend bestehen sie darin, den Präsidenten des Landes bei Fragen zur inneren und äußeren Sicherheitspolitik zu beraten. Der Rat beschäftigt sich allerdings regelmäßig auch mit Angelegenheiten, die außerhalb der traditionellen Sicherheits- und Verteidigungspolitik liegen, etwa mit der Innen- und Energiepolitik.
Nach dem Zerfall der Sowjetunion befanden sich die Kernwaffen verteilt auf den Gebieten der neuen Staaten Russland, Ukraine, Belarus und Kasachstan. Russland hatte mehr als zwei Drittel der Atomwaffen geerbt und wurde im Rahmen des Vertrags über die Nichtverbreitung von Kernwaffen eindeutig als deren Nachfolger als Kernwaffenstaat anerkannt. Auf dem Gebiet der Ukraine befand sich damit das drittgrößte Kernwaffenarsenal der Welt, größer als die Arsenale von Frankreich, Großbritannien und der Volksrepublik China zusammengenommen. Die operative Kontrolle über die Atomwaffen lag jedoch in Moskau. Das Atomwaffenarsenal umfasste 176 Interkontinentalraketen (46 SS-24 Scalpel und 130 SS-19 Stiletto) mit 1240 nuklearen Sprengköpfen bewaffnet und 2883 taktische Atomwaffen. Die UR-100N (NATO-Codename: SS-19) waren in Silos nahe Chmelnyzkyj und die RT-23 (SS-24) in Silos nahe Perwomajsk stationiert. Am 2. Juli 1993 erfolgte in einer Grundsatzerklärung offiziell der Verzicht auf die Atomwaffen, und dass die Ukraine zukünftig atomwaffenfrei sein solle. Am 15. Juli 1993 begann der Abbau der auf dem ukrainischen Territorium stationierten Interkontinentalraketen vom Typ UR-100N. Die Raketen wurden zur Verschrottung nach Russland gebracht. Die Sprengköpfe blieben anfangs noch in der Ukraine, bis der Nachfolgestatus Russlands in Bezug auf die Atomwaffen der früheren Sowjetunion international geklärt war. Die Ukraine forderte für ihren Verzicht auf Atomwaffen von den Atommächten Sicherheitsgarantien für ihr Land und finanzielle Unterstützung.
Das Budapester Memorandum wurde am 5. Dezember 1994 in Budapest im Rahmen der dort stattfindenden KSZE-Konferenz unterzeichnet. In ihm verpflichteten sich die USA, Großbritannien und Russland in drei getrennten Erklärungen jeweils gegenüber Kasachstan, Belarus und der Ukraine, als Gegenleistung für einen Nuklearwaffenverzicht die Souveränität und die bestehenden Grenzen der Länder (Art. 1) sowie deren politische und wirtschaftliche Unabhängigkeit zu achten (Art. 2 f.) und im Falle eines nuklearen Angriffs auf die Länder unmittelbar Maßnahmen des UN-Sicherheitsrates zu veranlassen (Art. 4). Frankreich gab bezüglich der Ukraine eine eigene Erklärung ab: Statement by France on the Accession of Ukraine to the NPT.
Diese Staaten waren im Zuge der Auflösung der UdSSR in den Besitz von Nuklearwaffen gekommen. Das Budapester Memorandum war eine Vorbedingung der Unterzeichnung und Ratifizierung des Atomwaffensperrvertrags und des Atomteststoppvertrags. Bis 1996 wurden alle Kernwaffen der früheren UdSSR nach Russland gebracht, das als Nachfolgestaat der UdSSR das Recht auf den Besitz von Atomwaffen hat.
Der Vertrag wurde von allen Vertragsparteien ratifiziert und in Kraft gesetzt.
Nach gemeinsamen Manövern von US-amerikanischen und ukrainischen Truppen 1995 in der Westukraine beschloss die NATO im Juli 1997 eine Charta über besondere Partnerschaft mit der Ukraine. Ukrainische Kontingente beteiligten sich an NATO-geführten militärischen Interventionen in den Jugoslawienkriegen, im Irakkrieg und in Afghanistan.

### Entwicklung der Streitkräfte der Ukraine – 2000 bis 2013

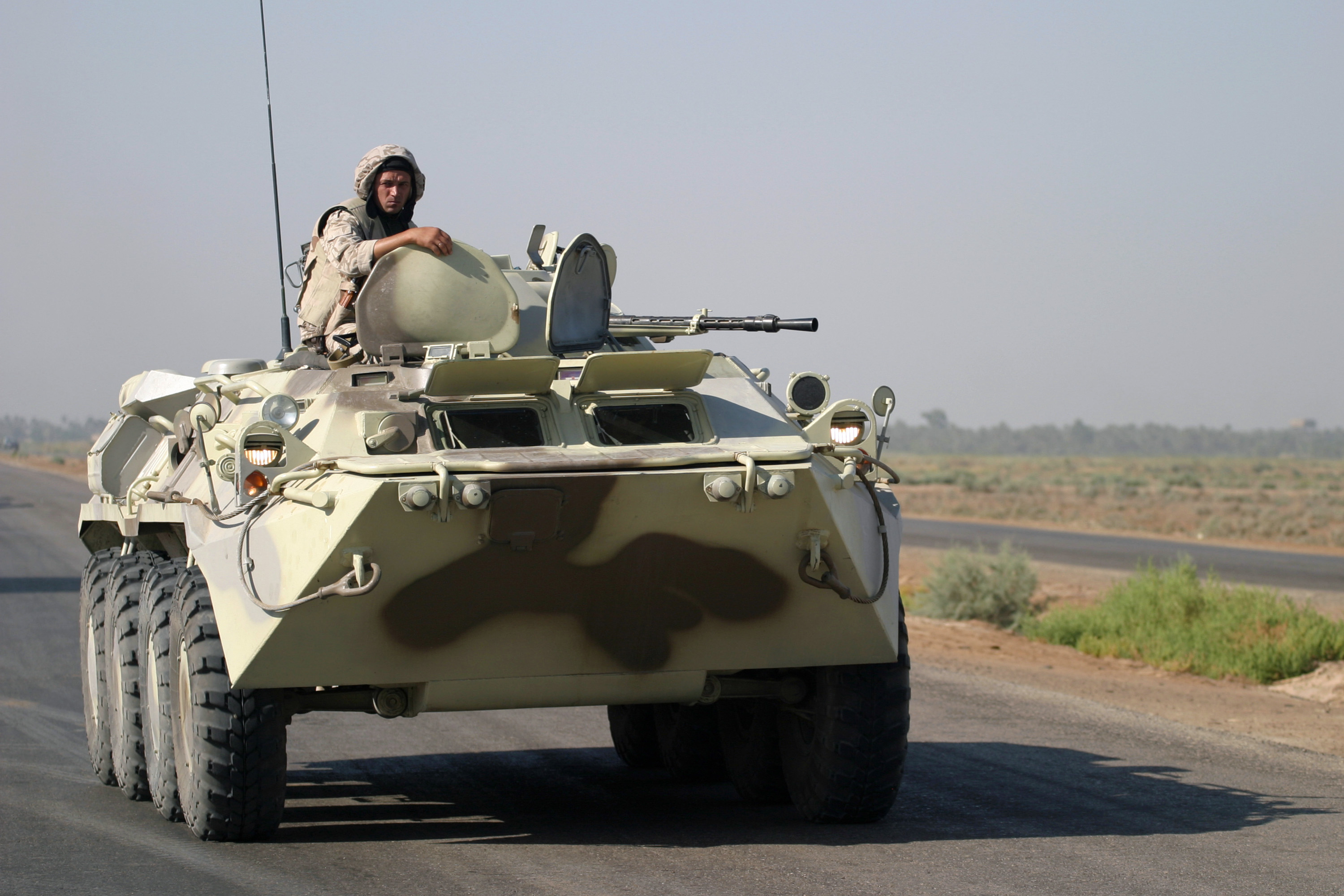
Ukrainische Soldaten bei einem Einsatz mit einem BTR-80-Panzer im Irakkrieg, 2003

Im Jahr 2000 wurde die Nationalgarde aufgelöst (im März 2014 neu aufgestellt) und aus Kostengründen mit den Inneren Truppen zusammengelegt.
Am 27. Juli 2002 kam es zum Flugtagunglück von Lemberg, bei dem auf dem Militärflugplatz Sknyliw bei einer Kunstflugvorführung ein Kampfflugzeug vom Typ Suchoi SU-27UB der Luftwaffe abstürzte. 85 Menschen kamen ums Leben; mehr als 100 wurden verletzt.
Während des Irakkrieges 2003 war die Ukraine an der Koalition der Willigen beteiligt und entsandte 1.650 Soldaten mit militärischem Gerät in den Irak. Mit seinem Kontingent verfügte das Land über die sechstgrößte Truppenstärke im besetzten Irak. Es befand sich im territorialen Zuständigkeitsbereich Polens.
2005 betrug der Verteidigungsetat rund 618 Millionen US-Dollar und machte 1,4 % des BIP des Staatshaushaltes aus, einen der kleinsten Militäretats in Europa, bezogen auf die Truppenstärke von 191.000 aktiven Soldaten sowie einer Million Reservisten.
Im Laufe des russisch-ukrainischen Gasstreits zum Jahreswechsel 2005/06 erwog die ukrainische Regierung unter Präsident Wiktor Juschtschenko, die Unterzeichner des rechtlich bindenden Budapester Memorandums zur Hilfe für die Ukraine in Anspruch zu nehmen. Dieses Ansinnen wurde seinerzeit von russischer Seite zurückgewiesen.
2008 waren rund 300 ukrainische Soldaten und 15 Polizisten im Auslandseinsatz für die United Nations Mission in Liberia (UNIMIL).
Am 14. Juni 2009 – während eines Treffens der EU-Verteidigungsminister – wurde die Gründung einer Litauisch-Polnisch-Ukrainischen Brigade vereinbart.
Im Rahmen der Partnerschaft für den Frieden (PfP) erfolgte vom 25. Juli bis zum 5. August 2011 nahe Jaworiw das Manöver Rapid Trident 2011 mit insgesamt 1400 Soldaten, darunter 745 ukrainische Soldaten, 362 US-Soldaten, 99 Soldaten aus Moldau, 80 britische Soldaten, 47 aus Serbien, 35 aus Polen, 34 aus Kanada und 20 Soldaten aus Belarus.
Am PfP-Manöver Rapid Trident 2012 vom 16. bis 27. Juli 2012 beteiligten sich 1400 Soldaten aus der Ukraine und aus Aserbaidschan, Bulgarien, Dänemark, Deutschland, Georgien, Kanada, Mazedonien, Moldau, Norwegen, Österreich, Polen, Rumänien, Serbien, Schweden und den USA.
Bei Rapid Trident 2013 vom 8. bis 19. Juli 2013 nahmen 1300 Soldaten teil. Neben ukrainischen Soldaten beteiligten sich Soldaten aus Armenien, Aserbaidschan, Bulgarien, Dänemark, Deutschland, Georgien, Großbritannien, Kanada, Moldau, Norwegen, Polen, Rumänien, Serbien, Schweden, der Türkei und aus den USA.

### Annexion der Krim, Russisch-Ukrainischer Krieg und Reformen ab 2014

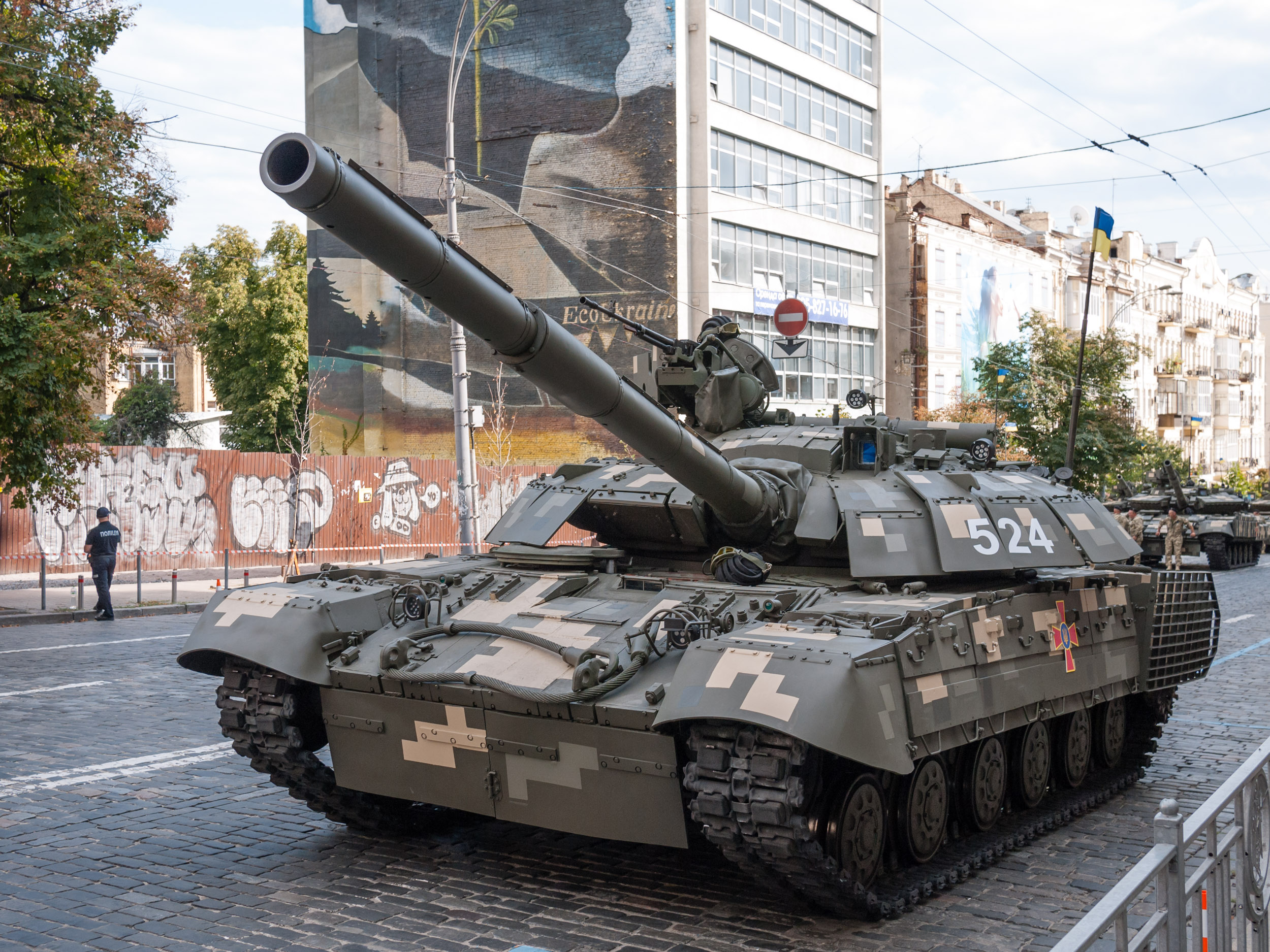
T-64BM2-Kampfpanzer der ukrainischen Streitkräfte in Kiew (2021)

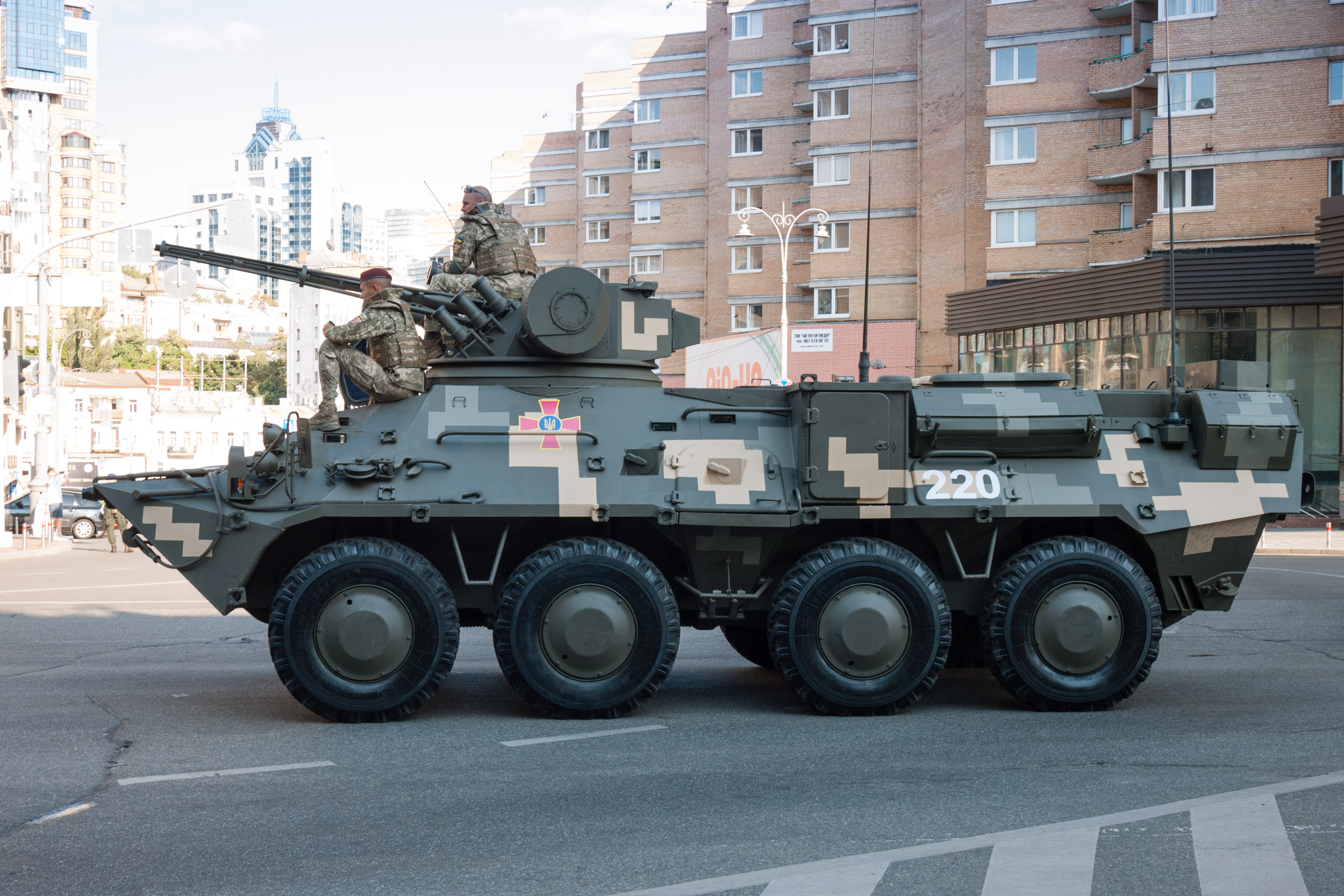
Ukrainischer BTR-3 in Kiew (2021)

Im Zuge der Annexion der Krim durch Russland versetzte die ukrainische Übergangsregierung die Streitkräfte in volle Kampfbereitschaft; am 2. März 2014 berief sie ihre Reservisten ein. Es handele sich dabei nicht um eine Generalmobilmachung; die Übergangsregierung (Übergangspräsident: Oleksandr Turtschynow) versuche vielmehr, alle nötigen Maßnahmen zur Wahrung von Ruhe und Ordnung zu ergreifen.
Nachdem eine Gruppe von rund 50 russischen Freischärlern unter dem Kommando von Igor Girkin am 12. April die Polizeiwache in Slowjansk besetzt hatten und am Morgen des nächsten Tages bei einem Angriff auf ukrainische Spezialeinheiten einen Offizier des ukrainischen Sicherheitsdienstes SBU töteten, rief die ukrainische Regierung noch am selben Tag eine „Anti-Terror-Operation“ (ATO) aus. Russland war bis zu diesem Zeitpunkt in der Militärdoktrin der Ukraine nicht als Bedrohung genannt, dies war mit ein Grund für die schwache Präsenz im Donbas.
Die Ereignisse auf der Krim zeigten auch den desolaten Zustand vieler Militäreinrichtungen und Ausrüstungsgegenstände, und die weitverbreitete Korruption wurde bekannt. Nach Angaben des russischen Verteidigungsministeriums wollten weniger als 2.000 der über 18.000 auf der Krim stationierten ukrainischen Soldaten die Halbinsel verlassen. Die tatsächlich einsetzbare Truppenstärke der ukrainischen Armee habe 2014 laut Alexander J. Motyl rund 6000 Mann betragen.

#### Strukturreform der Streitkräfte und anderen bewaffneten Kräfte
Am 12. März 2014 beschloss das ukrainische Parlament die Neugründung der ukrainischen Nationalgarde, die dem Innenministerium untersteht.
Seit 2014 wurden die Streitkräfte personell verstärkt und neu gegliedert. Nach dem Weißbuch 2015 gliedern sich die Streitkräfte der Ukraine wie folgt:
- Drei Teilstreitkräfte:
  - Landstreitkräfte/Heer (ukr. Сухопутні війська),
  - Luftstreitkräfte (ukr. Повітряні сили),
  - Seestreitkräfte/Marine (ukr. Військово-морські сили) mit Marineinfanterie sowie
- Zwei selbstständige (strategische) Gattungen der Spezialtruppen(-kräfte)
  - Luftlande-/Luftsturm-Truppen (ukr. Десантно-штурмові війська) und
  - Kräfte Spezialoperationen (ukr. Сили спеціальних операцій).

Nicht zu den Streitkräften gehören die Nationalgarde der Ukraine (‚Nationalgardisten‘), die Einheiten des Staatlichen Grenzschutzes der Ukraine, der Staatliche Spezialtransportdienst des Verteidigungsministeriums  und andere dem Innenministerium der Ukraine zugeordnete bewaffnete Formationen.

#### Legalisierung des Einsatzes der Streitkräfte im Donbas
Die politischen Anstrengungen der ukrainischen Regierung zur Gewährleistung der staatlichen Souveränität der Ukraine in den umkämpften Gebieten Donezk und Luhansk und deren Wiedereingliederung in den ukrainischen Staatsverband widerspiegelten sich auch im Gesetz der Ukraine vom 18. Januar 2018, Zur staatlichen Politik in den vorübergehend besetzten Territorien der Gebiete Donezk und Luhansk’.
Dieses Gesetz regelt auch den Einsatz militärischer Einheiten, die als militärische Gruppierung – „Vereinte Kräfte“ – im Südosten des Landes den Großteil der bewaffneten Kräfte der Ukraine umfassten. Dazu gehören die Streitkräfte der Ukraine (SKU), die Territorial-Verteidigungskräfte (TVK), darunter die Nationalgarde und die Freiwilligen-Bataillone, sowie die Komponenten der militärischen Reserven (Operative und Mobilmachungsreserve) und die Komponenten des Sicherheitssektors.
Außerdem werden Festlegungen zur Einrichtung von „Sicherheitszonen“ getroffen, die an die Kontaktlinie im Donbas angrenzen.
Ein vom Präsidenten ernannter „Befehlshaber der Vereinten Kräfte“ (ukrainisch – Командувач об’єднаних сил) übernimmt die Führung der in der Sicherheitszone handelnden Kräfte und Mittel der Streitkräfte der Ukraine, anderer militärischer Formationen, die in Übereinstimmung mit den Gesetzen der Ukraine gebildet wurden, des Innenministeriums der Ukraine, der Nationalgarde der Ukraine, des zentralen Exekutivorgans, das die staatliche Politik im Bereich des Katastrophenschutzes umsetzt, die an der Umsetzung von Maßnahmen zur Gewährleistung der nationalen Sicherheit und Verteidigung beteiligt sind.
Seit dem 24. Februar 2021 ist die Militärstrategie 2021 in Kraft, die bestimmt, dass „ein neues Modell der Organisation der Verteidigung der Ukraine, der Streitkräfte der Ukraine und anderer Komponenten der Verteidigungsstreitkräfte … die Beilegung des Konflikts, die Demobilisierung, die Wiederherstellung der Kontrolle über die Einhaltung des Regimes der Staatsgrenze der Ukraine und Wiedereingliederung der vorübergehend besetzten Gebiete … gewährleisten sollte.“

#### Weitere Reformen in den Streitkräften der Ukraine und Mobilisierungen
Am 24. August 2016, dem Nationalfeiertag, wurde eine neue Uniformierung vorgestellt. Diese ersetzte Uniformen, die noch dem sowjetischen Design gefolgt waren.
Seit dem Jahr 2016 dürfen Frauen bei den ukrainischen Streitkräften dienen. Stand Juli 2021 dienten in den ukrainischen Streitkräften mehr als 31.000 Frauen. Laut Parlamentspräsidentin Olena Kondratiuk kämpften mehr als 13.500 ukrainische Soldatinnen seit Beginn des Kriegs in der Ukraine gegen prorussische Separatisten in der Ostukraine. Zu Beginn 2022 betrug der Frauenanteil in der Armee 15 bis 17 Prozent.
Die ukrainischen Streitkräfte gewannen durch Kämpfe im Donezbecken an Erfahrung, teils auch mit modernem Kriegsgerät. Die Armee wurde mit türkischen Drohnen vom Typ Bayraktar TB2 und Javelin-Panzerabwehrraketen aus den USA ausgestattet. Des Weiteren verfügt die Ukraine über Stinger- und Grom-MANPADS aus den USA und Polen.
Im Jahr 2021 betrug die Personenstärke etwa 195.000 Soldaten (zuzüglich etwa 46.000 Zivilbedienstete). Im Februar 2022 wurde eine Personalerhöhung um 100.000 bestätigt.
Vor Beginn des russischen Überfalls auf die Ukraine im Februar 2022 waren die Schwachstellen des ukrainischen Militärs die Luftstreitkräfte (deren Flugzeuge veraltet und teilweise nicht mehr zu warten waren), die Marine (die mit der Annexion der Krim 2014 70 Prozent ihrer Schiffe verlor), eine gegen Iskander-Raketen wirkungslose Flugabwehr und das Fehlen einer substanziellen Cyberabwehr.
Im Februar 2023 wurden Drohnen bzw. „unbemannte Systeme“ zu einer Truppengattung in den ukrainischen Streitkräften erhoben.
Im November 2023 äußerte sich der Oberkommandierende und höchste Militär der Streitkräfte, General Walerij Saluschnyj in einem Gastbeitrag für The Economist relativ ausführlich zur Kriegsführung im Russisch-Ukrainischen Krieg; er schrieb unter anderem, in welchen Teilen der Kriegsführung die ukrainischen Streitkräfte gegenüber den russischen Streitkräften im Nachteil seien (Luft- und Drohnenkrieg, elektronische Kriegsführung, Konterbatteriefeuer), was das ukrainische Militär an Ausrüstung und Diensten von den Verbündeten benötige, um die eigenen Defizite in der Kriegsführung zu beheben (Flugzeuge, Stroboskope, moderne Attrappen, engere Zusammenarbeit bei der Elektronischen Aufklärung, Drohnenabwehrsysteme, bessere GPS-Steuerung mittels Antennen, Artillerieaufklärungstechnik, neuartige bzw. experimentelle Minenräumungstechnik), und was das ukrainische Militär zu tun gedenke, um die eigene Reserve für Mobilisierungen zu stärken.
Im Jahr 2024 war die ukrainische Regierung hinter der selbstgesteckten Zielvorgabe zurückgeblieben, 50.000 Soldaten pro Quartal zu rekrutieren. Ende Oktober 2024 kündigte der Sicherheitsrat der Ukraine eine neue Mobilisierung an; es sollten von November 2024 bis Januar 2025 weitere 160.000 Männer in die Streitkräfte eingezogen werden. Nach Schätzungen der Financial Times waren da noch etwa 3,7 Millionen ukrainische Männer mobilisierbar. Seit dem Überfall traten insgesamt 1,05 Millionen Menschen den ukrainischen Streitkräften bei. Jedoch desertierten über 100.000 ukrainische Soldaten von Beginn des russischen Einmarschs im Februar 2022 bis Ende 2024. 60.000 Verfahren wegen Desertation fielen auf das Jahr 2024. Berichten zufolge gab es 2024 kaum mehr Ukrainer, die sich freiwillig für den Kriegsdienst rekrutierten.

## Heer

Emblem des ukrainischen Heeres

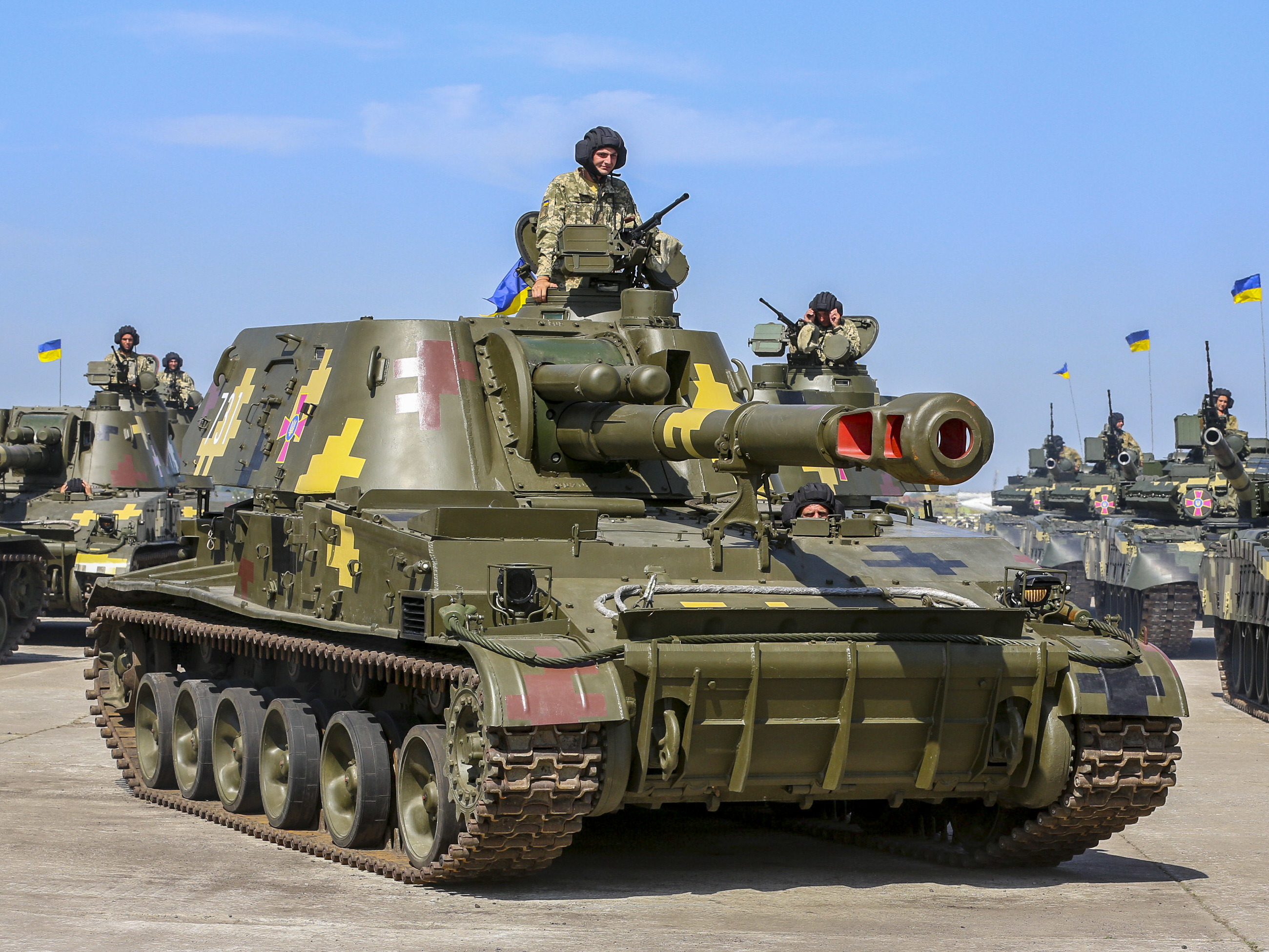
2S3-Selbstfahrlafette des ukrainischen Heeres

### Ausrüstung
Die Aufzählungen sind nicht abschließend:
- Kampfpanzer: PT-91, T-90, T-84, T-80, T-72, T-64, T-62 und T-55 / aus Waffenhilfen westlicher Staaten zusätzlich eingeführt und in Verwendung: Leopard 2, Leopard 1,[52] Challenger 2, M1 Abrams
- Schützenpanzer Kette: BMP-3, BMP-2, BMP-1 / aus Waffenhilfen westlicher Staaten zusätzlich eingeführt und in Verwendung: Marder, Combat Vehicle 90 und M2/M3 Bradley
- Schützenpanzer Rad: BTR-94, BTR-90, BTR-80, BTR-70, BTR-60 / aus Waffenhilfen westlicher Staaten zusätzlich eingeführt und in Verwendung: AMX-10 RC (Spähradpanzer mit 105-mm-Kanone), Stryker Armored Vehicle
- Zugfahrzeuge: BTR-4, BTR-3, MT-LB
- Führungs- und Patrouillenfahrzeuge: HMMWV, Dosor-B
- Artillerie- und Flugabwehrsysteme: BM-21 „Grad“, BM-27 „Uragan“, BM-30 „Smertsch“, 2S1 „Gwosdika“, 2S3 „Akazija“, 2S5 „Giazint-S“, 2S19 „Msta-S“, D-20, D-30, S-300, Koltschuga, BukM-1, S-300W, 9K35 Strela-10, 9K330 Tor, BukM-2, Igla, 2K22 Tunguska, ZSU-23-4, Totschka und andere / aus Waffenhilfen von NATO-Staaten und Australien zusätzlich eingeführt und in Verwendung: PzH2000, HIMARS, M777, CAESAR, M109, AHS Krab, Flugabwehrkanonenpanzer Gepard, Mehrfachraketenwerfer MARS II, Zuzana, DANA, IRIS-T SLM, NASAMS.
- Kampfdrohnen: Bayraktar TB2[43], AeroVironment Switchblade und andere

- Handfeuerwaffen (ohne Panzerabwehrhandwaffen): AK-47, AK-74, RPK, PKM, Dragunow SWD, Tavor TAR-21 und viele andere Systeme.
- Panzerabwehr- und Panzerabwehrhandwaffen: 9K111 Fagot, 9K113 Konkurs, 9K115-2 Metis-M, 9K135 Kornet, RPG-22, RPG-29 „Wampir“, Skif/Stugna-P, Panzerfaust 3, FFV Carl Gustaf, AT4, Matador, M72 LAW, NLAW und Javelin[43]

## Marine

Emblem der ukrainischen Marine

Insgesamt verfügte die ukrainische Marine 2016 über ca. 6500 Soldaten, davon 3000 Marineinfanteristen (36. Marineinfanteriebrigade in Mykolajiw etc.), sowie über 40 Schiffe.
2016 wurde ein Modernisierungsplan bis 2020 vorgestellt, welcher den Zukauf von knapp 30, meist kleineren Schiffen, vorsieht.

## Luftstreitkräfte

Emblem der ukrainischen Luftstreitkräfte

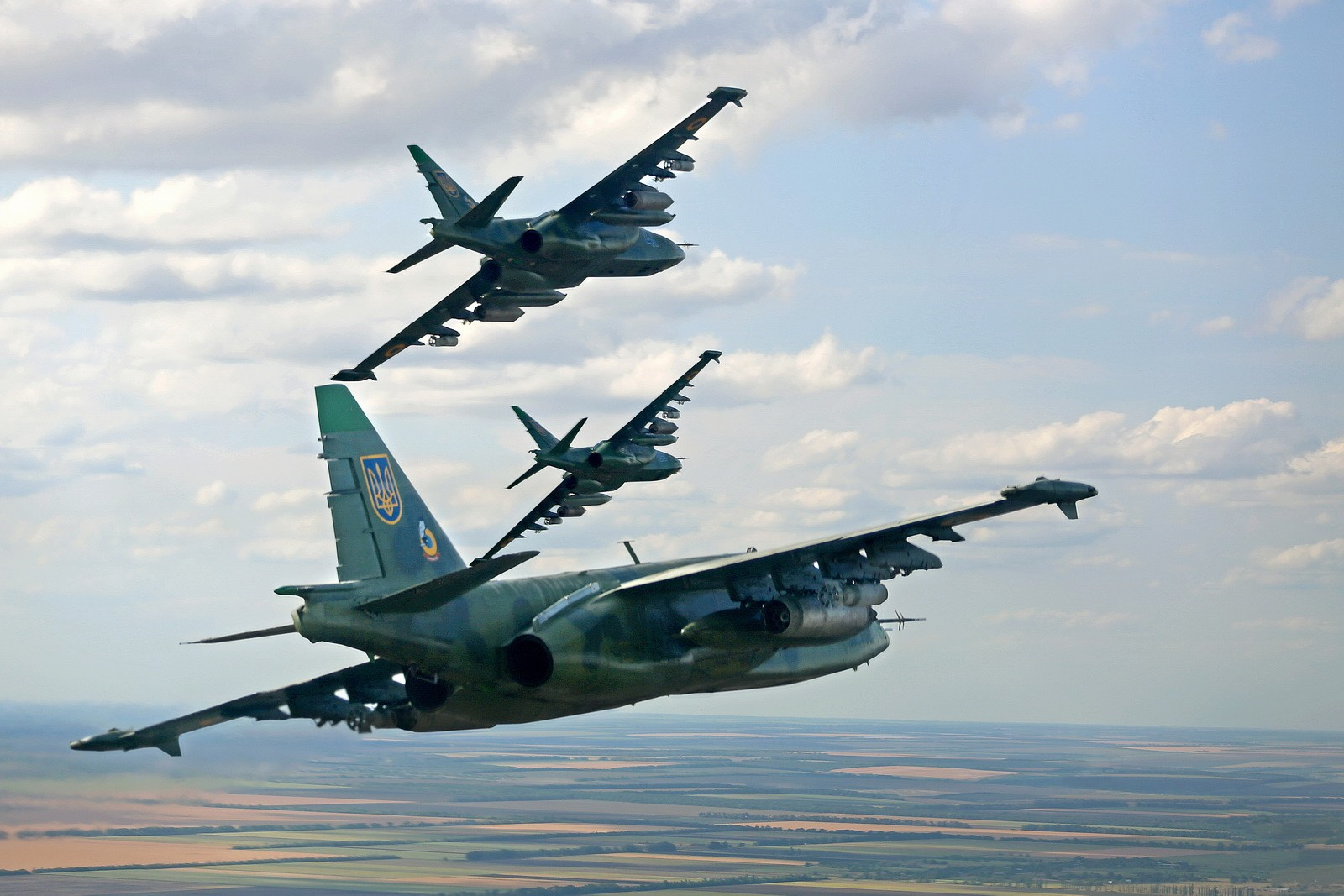
Su-25 der ukrainischen Luftstreitkräfte

### Struktur und Ausrüstung
Die Luftstreitkräfte (ukrainisch Повітряні Сили України, Powitrjani Syly Ukrajiny) mit dem Oberkommando in Winnyzja sind in Regimenter und Brigaden gegliedert:
- Jagdfliegerverbände („taktische Brigaden“):
  - 40. Jagdfliegerregiment (MiG-29, L-39, Wassylkiw, Oblast Kiew), inkl. 39. taktisches Geschwader (MiG-29, Oserne, Oblast Schytomyr)
  - 114. Jagdfliegerregiment (MiG-29, L-39, Kolomyja, Oblast Iwano-Frankiwsk)
  - 204. Jagdfliegerregiment (MiG-29, L-39, Belbek, bis 2014 Autonome Republik Krim, ab 2015 Mykolajiw)
  - 831. Jagdfliegerregiment (Su-27, L-39, Myrhorod, Oblast Poltawa)
- Schlachtfliegerverbände:
  - 299. Schlachtfliegerregiment (Su-25, L-39, Kulbakino, Oblast Mykolajiw)
- Jagdbomberverbände:
  - 7. Bomben- und Aufklärungsbrigade (Su-24M, Su-24MR, L-39, Starokostjantyniw, Oblast Chmelnyzkyj)
  - 28. Bomben- und Aufklärungsbrigade (Su-24M, Su-25, Kulbakino, Oblast Mykolajiw)
- Lufttransportverbände:
  - 15. Lufttransportregiment (An-24, An-26, An-30, Mi-8, Tu-134, Boryspil, Oblast Kiew)
  - 25. Lufttransportregiment (Il-76, Il-78, Melitopol, Oblast Saporischschja)
  - 456. Lufttransportregiment (An-24, An-26, Mi-8, Mi-9, Kulbakino)
- Die Ukrainian Falcons, die Kunstflugstaffel der Streitkräfte, waren bis 2014 auf einem Flugplatz südlich von Kirowske auf der Krim stationiert.
- Die Flugabwehrraketenregimenter (S-125, S-200, S-300) unterstehen ebenfalls der ukrainischen Luftwaffe.

## Spezialkräfte
Zusätzlich zu den drei Teilstreitkräften, gehören zu den ukrainischen Streitkräften noch die selbstständigen (strategischen) Gattungen der Spezialtruppen(-kräfte). Diese untergliedern sich in die Luftlande-/Luftsturm-Truppen (ukrainisch Десантно-штурмові війська) und die Kräfte Spezialoperationen (ukrainisch Сили спеціальних операцій).

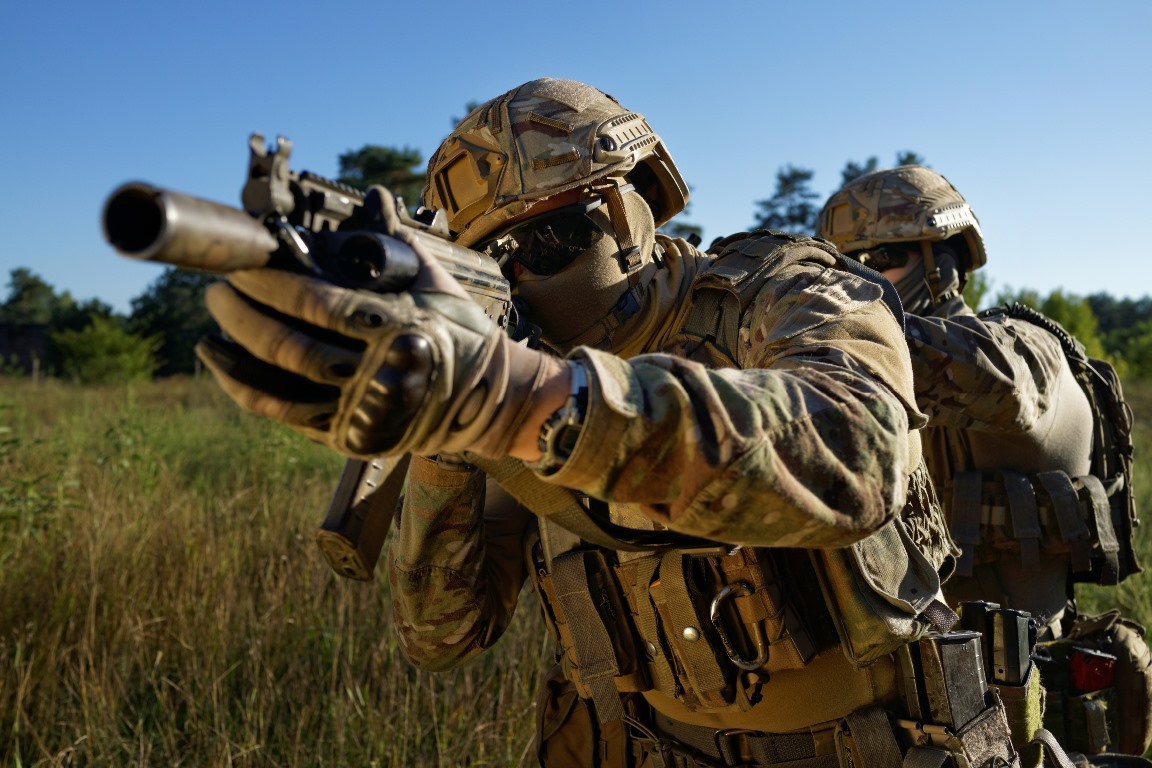
Spezialeinheiten der Ukraine, 2016
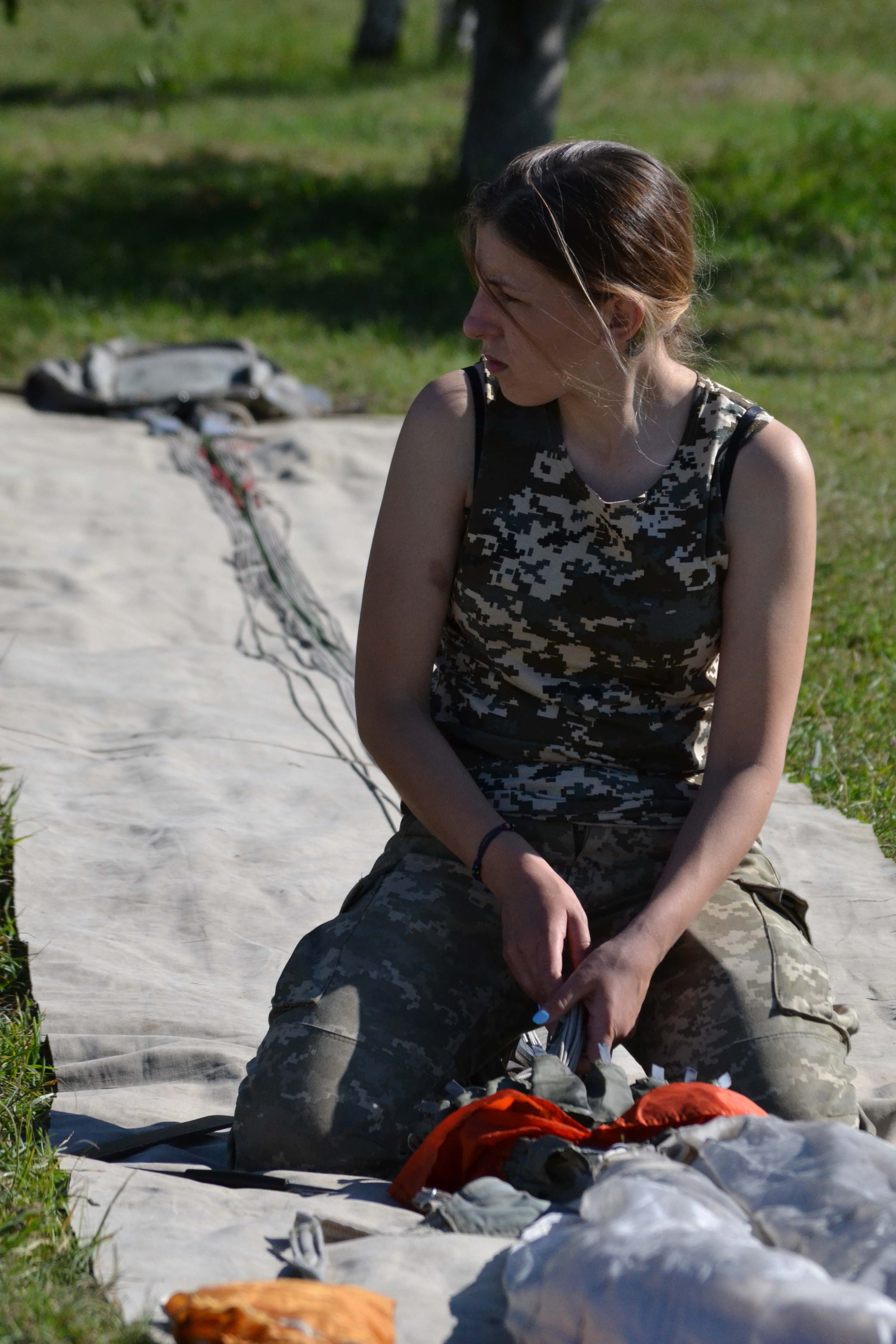
Eine ukrainische Luftlandepionierin trainiert ihre Fähigkeiten, 2017

Die Spezialkräfte betreiben im Auftrag des ukrainischen Verteidigungsministeriums die Webseite „Zentrum Nationaler Widerstand“ (Ukrainisch: „Центр національного спротиву“). Sie informiert über Aktivitäten des bewaffneten und zivilen Widerstands gegen die russischen Besatzungstruppen wie durchgeführte Anschläge und Sabotageakte und gibt Anleitungen für die Organisation und Durchführung von Aktivitäten im zivilen, unbewaffneten Widerstand sowie auch die Partisanenkriegsführung gegen die russischen Besatzungskräfte als auch Hinweise zum Schutz gegen Verfolgung durch die Besatzungskräfte.

## Nationalgarde

Emblem der ukrainischen Nationalgarde

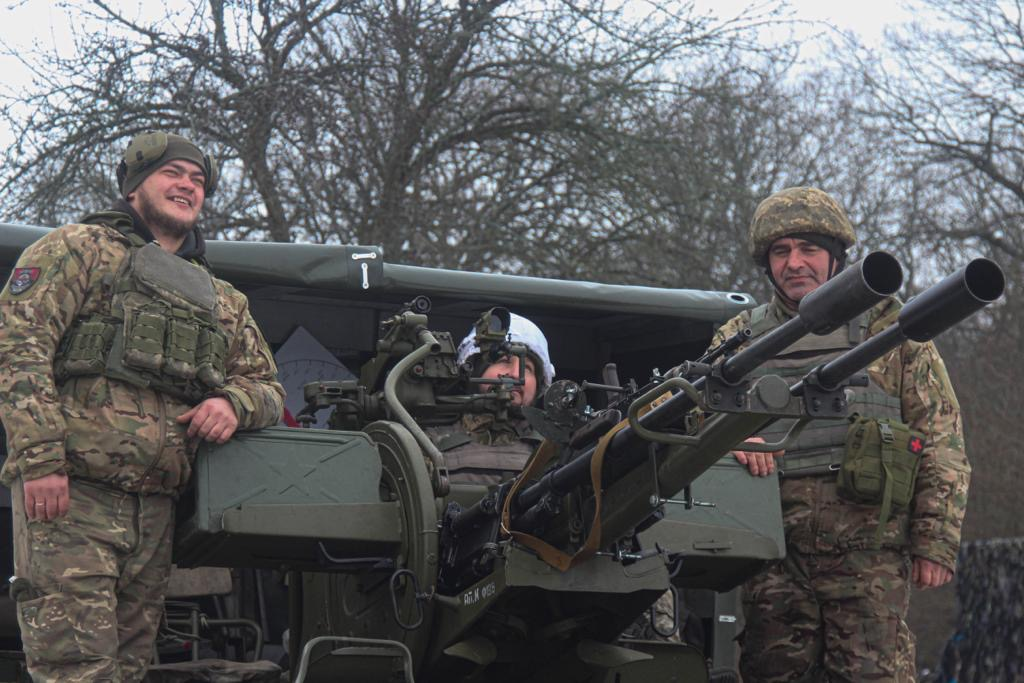
Eines der mobilen Feuerteams der Nationalgarde; zur Abwehr russischer Drohnen und Marschflugkörper

Eine Nationalgarde der Ukraine bestand bereits von 1991 bis 2000. Am 12. März 2014 beschloss das ukrainische Parlament, zur Grenzsicherung und Wahrung der inneren Sicherheit wieder eine Nationalgarde zu gründen. Im Gegensatz zum Heer, der Marine und den Luftstreitkräften wurde die Nationalgarde allerdings dem Innenministerium unterstellt.

## Kernwaffen
Bis Mai 1992 war die Ukraine die drittgrößte Atommacht weltweit mit 1800 strategischen und 2500 taktischen Sprengköpfen. Nach der Unterzeichnung des Budapester Memorandums 1994 gaben die Streitkräfte ihre letzten, 1991 von der Sowjetunion rechtmäßig übernommenen Kernwaffen freiwillig an Russland ab. Seitdem ist die Ukraine eine Nichtatommacht im Atomwaffensperrvertrag, den sie drei Monate nach öffentlicher Ankündigung und Begründung legal verlassen kann. Für den Fall, dass die Ukraine keiner wirksamen militärischen Allianz beitreten kann, behält sie sich als ultima ratio eine nukleare Wiederbewaffnung zur Abschreckung Russlands vor. Für den Fall einer Beendigung der Finanzhilfen durch Donald Trump wurde 2024 ein an Fat Man orientierter Bautyp mit Waffenplutonium als Sprengstoff erwogen.